# 麥格雷戈鎮區 (明尼蘇達州艾特金縣)
麥格雷戈鎮區（英語：McGregor Township）是位於美國明尼蘇達州艾特金縣的一個行政鎮區。

## 地方資料
麥格雷戈鎮區的面積為88.50平方千米，當中陸地面積為85.50平方千米，而水域面積為3.00平方千米。根據2020年美國人口普查的數據，當地共有人口96人，而人口密度為每平方千米1.08人。